# Pseudanophthalmus beaklei
Pseudanophthalmus beaklei är en skalbaggsart som beskrevs av Valentine. Pseudanophthalmus beaklei ingår i släktet Pseudanophthalmus och familjen jordlöpare. Inga underarter finns listade i Catalogue of Life.